# 10973 Thomasreiter
10973 Thomasreiter è un asteroide della fascia principale. Scoperto nel 1973, presenta un'orbita caratterizzata da un semiasse maggiore pari a 2,2426989 UA e da un'eccentricità di 0,0771050, inclinata di 3,55149° rispetto all'eclittica.